# Nathalie Lemel
Nathalie Lemel (Brest, 26 agosto 1827 – Ivry-sur-Seine, 25 maggio 1921) è stata una politica francese.
Socialista e femminista, fu iscritta alla I Internazionale e partecipò alla Comune di Parigi.

## Biografia
Nathalie Duval fece i primi studi a Brest, dove i genitori gestivano un caffè, e poi, dall'età di 12 anni, lavorò come operaia rilegatrice di libri. Nel 1845 sposò un suo collega di lavoro, Jérôme Lemel, e ne ebbe tre bambini. Nel 1849 si trasferirono a Quimper e vi aprirono una libreria-legatoria che fallì nel 1861, così che la famiglia Lemel si trasferì a Parigi in cerca di nuove opportunità di lavoro.
Nella capitale Nathalie lavorò ancora come rilegatrice, e prese parte attivamente agli scioperi che nel 1864 agitarono la sua categoria. Fece parte del comitato di sciopero, pretendeva per le donne parità di salario con gli uomini e si fece notare dalla polizia del regime, che in un rapporto la qualifica «un'esaltata che si occupava di politica; nelle fabbriche leggeva a voce alta cattivi giornali; frequentava assiduamente i clubs». In quelle occasioni, conobbe Eugène Varlin e come lui, nel 1865 aderì all'Internationale.
Nel 1868 lasciò il marito, ormai alcolizzato, e con Varlin e altri fondò la cooperativa La Ménagère, che si occupa di alimentazione arrivando a occupare 8.000 lavoranti, e una trattoria popolare, La Marmite, dove lavorò nella preparazione dei pasti. Dopo l'insurrezione popolare del 18 marzo 1871, l'11 aprile fondò e diresse con l'internazionalista Élisabeth Dmitrieff l'Union des femmes pour la défense de Paris et les soins aux blessés, un'associazione che rivendicava i diritti delle donne e si prendeva cura dei feriti nella lotta contro l'esercito del governo di Versailles.

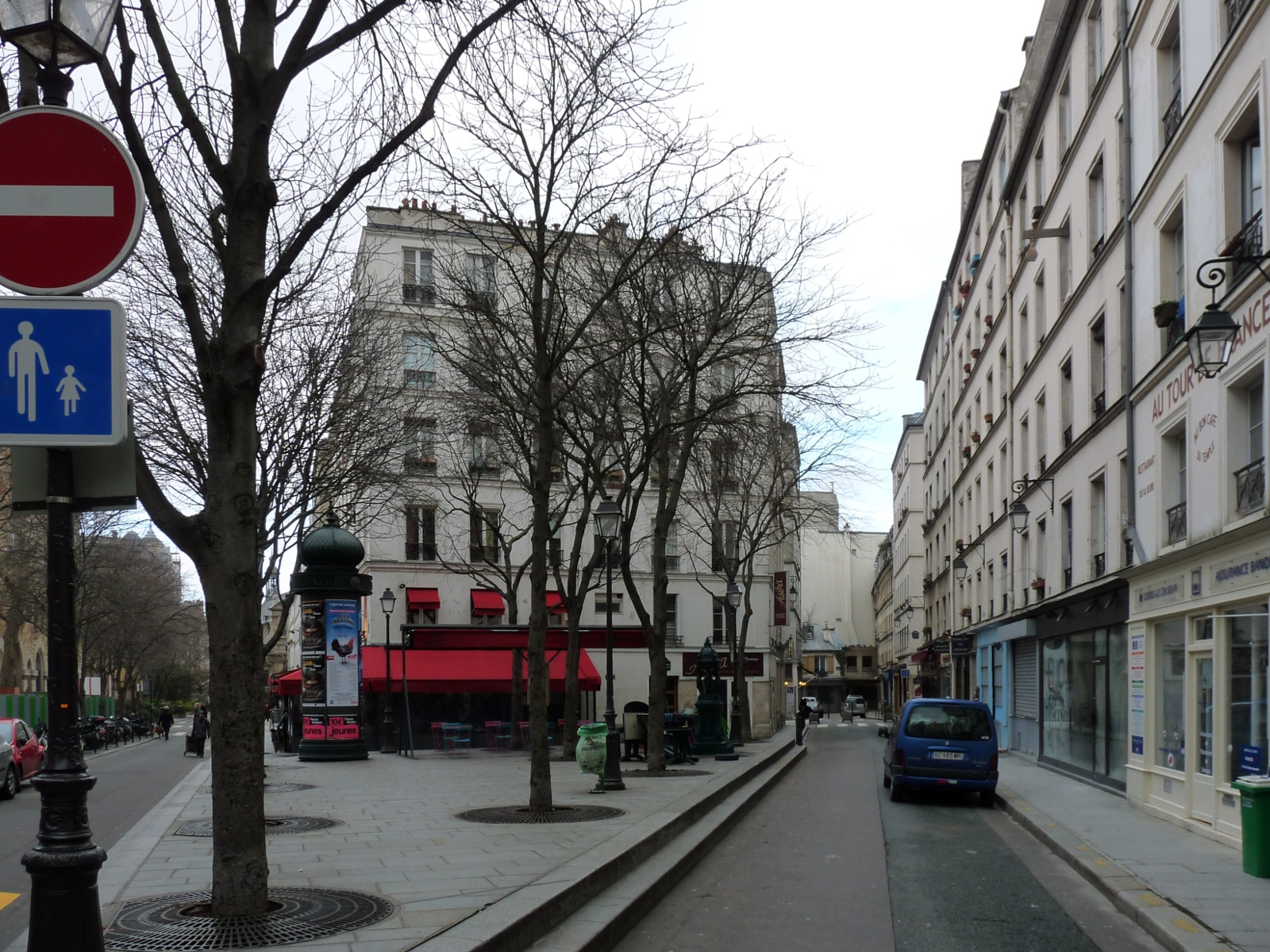
Parigi, piazza Nathalie Lemel

Quando i versigliesi entrarono a Parigi, anche Nathalie Lemel combatté nelle barricate «alla testa di un battaglione di una cinquantina di donne» e costruì quella di place Pigalle, «innalzandovi una bandiera rossa», precisò il rapporto di polizia. Arrestata il 21 giugno 1871, fu condannata il 10 settembre 1872 alla deportazione nella Nuova Caledonia. Poiché i suoi amici presentarono a suo nome la domanda di grazia, dal carcere di La Rochelle, dov'era ancora rinchiusa, scrisse il 7 agosto 1873 al prefetto di polizia di Parigi di sconfessare «tutti coloro che hanno agito e agiranno a sua insaputa».
Il 24 agosto fu imbarcata con Louise Michel sulla Virginie per essere deportata nella Nuova Caledonia, dove giunsero il 14 dicembre 1873. Solidarizzarono entrambe, diversamente da quasi tutti gli altri deportati, con i canachi che nel 1878 si erano rivoltati contro i colonizzatori francesi. Tornò a Parigi dopo l'amnistia del 1880 e trovò un impiego nel giornale L'Intransigeant di Henri Rochefort. Trascorse gli ultimi anni in miseria e, divenuta cieca, fu accolta nel 1915 nell'ospizio di Ivry, dove morì a 94 anni nel 1921.
Le è dedicata una piazza nel III arrondissement di Parigi, presso la rue de la Corderie, dove era la sede della sezione parigina dell'Internazionale. A Quimper e a Brest due vie, e a Nanterre una piazza, portano il suo nome.